# Решетняк Сергій Володимирович
Сергій Володимирович Решетняк нар. 13 березня 1976, Севастополь) — український футболіст, що грав на позиції півзахисника. Відомий за виступами у складі сімферопольської «Таврії» у вищій українській лізі.

## Кар'єра футболіста
Сергій Решетняк народився у Севастополі, та розпочав займатися футболом у рідному місті. У професійному футболі він дебютував у 1995 році в команді зі свого рідного міста «Чайка». Протягом сезону футболіст зіграв 30 матчів у другій українській лізі, ставши одним із гравців основи команди. На початку сезону 1996—1997 років Решетняк отримав запрошення від команди вищої української ліги «Таврія» з Сімферополя. Проте у цій команді футболіст зіграв лише в 1 матчі чемпіонату проти «Прикарпаття» з Івано-Франківська, й кінець сезону догравав у фарм-клубі сіферопольської команди з другої ліги «Динамо» з Сак. З початку сезону 1997—1998 років Сергій Решетняк повернувся до рідного міста, де грав за команду другої ліги «Чорноморець». До кінця 1999 року футболіст зіграв 44 матчі в чемпіонаті України, після чого в складі професійних команд не грав.